# Самир Дуро
Самир Дуро (босн. Samir Duro; нар. 18 жовтня 1977, Коніц, СФРЮ) — колишній боснійський футболіст, що грав на позиції півзахисника. Виступав за національну збірну Боснії і Герцеговини.
Триразовий чемпіон Словенії.

## Клубна кар'єра
У дорослому футболі дебютував 1996 року виступами за команду клубу «Ігман Коньїц», в якій провів один сезон.
Протягом 1997—2000 років захищав кольори команди клубу «Сараєво».
Своєю грою за останню команду привернув увагу представників тренерського штабу клубу «Марибор», до складу якого приєднався 2000 року. Відіграв за команду з Марибора наступні три сезони своєї ігрової кар'єри. За цей час тричі виборював титул чемпіона Словенії.
Згодом з 2003 по 2012 рік грав у складі команд клубів «ПАС Яніна», «Сатурн» (Раменське), «Желєзнічар», «Публікум» (Цельє), «Сараєво», «Меджимурьє», «Челік» (Зениця), «Шибеник» та «Зріньскі».
Завершив професійну ігрову кар'єру у клубі «Рудар Какань», за команду якого виступав протягом 2012—2012 років.

## Виступи за збірну
1999 року дебютував в офіційних матчах у складі національної збірної Боснії і Герцеговини. Протягом кар'єри у національній команді, яка тривала 4 роки, провів у формі головної команди країни лише 7 матчів.

## Досягнення
- Чемпіон Боснії і Герцеговини:

«Сараєво»: 1998–1999
- Володар Кубка Боснії і Герцеговини:

«Сараєво»: 1996–1997, 1997–1998
- Чемпіон Словенії:

«Марибор»: 2000–2001, 2001–2002, 2002–2003